# Love Songs for Patriots
Love Songs for Patriots è un album in studio del gruppo rock statunitense American Music Club, pubblicato nel 2004.

## Tracce
1. Ladies and Gentlemen – 3:18
2. Another Morning – 3:21
3. Patriot's Heart – 6:01
4. Love Is – 4:27
5. Job to Do – 5:04
6. Only Love Can Set You Free – 5:55
7. Mantovani the Mind Reader – 4:05
8. Home – 4:27
9. Myopic Books – 3:31
10. America Loves the Minstrel Show – 4:21
11. The Horseshoe Wreath in Bloom – 4:40
12. Song of the Rats Leaving the Sinking Ship – 4:21
13. The Devil Needs You – 7:37

## Formazione
- Mark Eitzel - voce, chitarre
- Vudi - chitarre
- Marc Capelle - piano, organo, arrangiamenti ottoni
- Dan Pearson - basso
- Tim Mooney - batteria, chitarra, tastiere